# 普里維利亞療養院酷刑和謀殺案
普里維利亞療養院酷刑和謀殺案，是一宗於2022年7月28日網上發佈的影片所揭發，由一名俄羅斯軍人在俄佔普里維利亞的一家療養院對一名烏克蘭戰俘實施酷刑、閹割和謀殺事件。
通過親俄消息來源流傳的影片顯示，一名俄羅斯軍人用美工刀對一名被俘的烏克蘭軍人進行閹割、羞辱，然後朝他的頭部開槍。這些影片引起了國際輿論廣泛譁然。
網絡媒體《內幕》和《啤令貓》聯合調查組在調查後得出結論，疑兇是1993年出生的圖瓦共和國人奧丘爾-蘇格·蒙古什（Очур-Суге Монгуш）。蒙古什為車臣共和國艾哈邁德營成員。烏克蘭和美國代表稱事件為戰爭罪。

## 謀殺
2022年7月28日，親俄Telegram頻道「第200號貨物」（Груз 200）首先發佈兩段酷刑和處決一名烏克蘭戰俘的影片。然後影片轉載至俄羅斯民族主義僱傭兵Telegram頻道「俄羅斯」（Росич）上。影片最初受到頻道成員歡迎，但過了幾個小時後，頻道成員改變了看法，將影片視為烏克蘭特工抹黑俄羅斯軍隊的假訊息。
根據《貝靈貓》的調查結果，影片中的謀殺案發生在盧甘斯克州普里維利亞附近的普里維利亞療養院內。記者未能從影片中確定案發時間。
影片中顯示不知身份的烏克蘭戰俘雙手被綁，倒在地上，並遭到毆打。隨後俄羅斯軍人奧丘爾-蘇格·蒙古什割斷了戰俘身上的衣服和內衣，羞辱受害者，並用美工刀閹割受害者的陰囊。蒙古什接著近距離朝受害者的頭部開槍，其後受害者的屍體被綁在汽車上，拖拽在地一段時間。

## 調查
網絡媒體《內幕》和《貝靈貓》調查組進行聯合調查，從而確定犯罪現場和兇手的身份。
記者透過其他影片中識別出疑兇的牛仔帽和手鐲，從而找出折磨和殺死俘虜的人。2022年6月27日，在《RT電視台》和《俄羅斯新聞社》畫面中，一名男子穿著與疑兇相同的配飾，其與艾哈邁德營的成員一起出現在2022年北頓涅茨克戰役後被俄羅斯控制的阿佐特化工廠。在親俄的美國博客帕特里克·蘭卡斯特（Patrick Lancaster）於6月28日發佈的一段影片中，除了疑兇同一營的戰士外，還拍攝到一輛同樣出現在謀殺影片中，車身塗有字母「Z」的伊朗品牌的白色IKCO索倫汽車。第三個影片於7月11日在YouTube頻道《調查與肖像》（Расследования и портреты）上發佈，共一個半小時。該影片拍攝於利西昌斯克以西北頓涅茨河河流區域，影片中包括疑兇的樣貌、牛仔帽和手鐲等特徵，格外清晰可見。
由於該影片清晰展示疑兇的樣貌，利於透過人臉識別進行搜索。於是，記者通過疑兇個人頁面和與艾哈邁德營的成員的合照，確定了疑兇的身份——他是1993年出生的圖瓦共和國人奧丘爾-蘇格·蒙古什。
記者設法找到蒙古什的個人電話號碼並與他進行交流。蒙古什本人否認參與酷刑和謀殺，稱謀殺影片是烏克蘭武裝部隊在找到一名性侵10歲兒童的強姦犯後發佈，而且宣稱流傳的影片是捏造的，蒙古什稱從未見過一輛白色帶有「Z」符號的車。然而，蒙古什同時承認出現在阿佐特化工廠影片的人中確實是他，這與他聲稱在化工廠和謀殺影片中都沒有見過白色汽車的證詞相矛盾。在與記者的交流中，蒙古什又說了與證據不符的證詞：儘管有蒙古什與艾哈邁德營成員的合照，但他表示自己與該營無關；蒙古什稱他從未拿起武器，然而在他一個現已刪除的個人頁面上，蒙古什發佈了他拿著武器的照片；他說他已「回家」，在那裏他比較平靜，沒有人會找到他，同時多次重複說他現在位於莫斯科，這與公開數據和登記數據庫相矛盾，後者表明他住在克孜勒和聖彼得堡。
儘管蒙古什的證詞多與證據不符，但其證詞有助確定犯罪現場的位置。蒙古什告訴記者，根據俄羅斯聯邦安全局告訴他的說法，影片是在北頓涅茨河東岸的普里維利亞療養院拍攝的。《貝靈貓》調查組將影片中的鏡頭與該地區的照片進行了比較，確認了這個說法。並且在YouTube頻道《調查和肖像》的影片中，艾哈邁德營的成員出現在距犯罪現場數十米的地方。

## 反應
國際特赦組織東歐和中亞地區分會主任瑪麗·斯特拉瑟斯（Marie Struthers）認為，這次襲擊是「俄羅斯軍隊完全無視烏克蘭人的生命和尊嚴又一例證」。
2022年7月29日，烏克蘭最高拉達人權專員德米特里·魯比涅茨向烏克蘭總檢察長辦公室申請核實事實，要求檢查錄像以記錄戰爭罪，並準備一份報告給聯合國禁止酷刑委員會。美國國會高級顧問保羅·馬薩羅（Paul Massaro）表示，俄羅斯的戰爭罪行是「對全人類的侮辱」，並呼籲美國當局盡快將海馬斯多管火箭系統和遠程MGM-140 陸軍戰術導彈系統轉移到烏克蘭。
一些俄羅斯宣傳部門稱該影片是偽造的。但一些俄羅斯的民族主義組織，如魯西奇小組及其Telegram頻道並不否認影片的真實性，並對影片所發生的事件表示支持。